# Le Val-Saint-Germain
Le Val-Saint-Germain là một xã ở tỉnh Essonne thuộc vùng Île-de-France miền bắc nước Pháp.
Theo điều tra dân số năm 1999, dân số xã này là 1.438 người. Ước tính dân số năm 2007 là 1.457.
Danh xưng cư dân địa phương Le Val-Saint-Germain trong tiếng Pháp là Val-Saint-Germinois.